# Valros
Valros település Franciaországban, Hérault megyében. Lakosainak száma 1665 fő (2022. január 1.). Valros Montblanc, Nézignan-l’Évêque, Saint-Thibéry, Servian és Tourbes községekkel határos.

## Népesség
A település népessége az elmúlt években az alábbi módon változott:
| Lakosok száma | 788  | 753  | 1021 | 1225 | 1550 | 1567 | 1616 | 1641 | 1643 | 1665 |
|               | 1968 | 1982 | 1990 | 2006 | 2013 | 2015 | 2017 | 2019 | 2020 | 2022 |